# Prefektura terytorialna
Prefektura terytorialna – typ jednostki kościelnego podziału administracyjnego, spotykany w Kościele Starokatolickim w RP.

Prefektura terytorialna oznacza część Ludu Bożego w określonych granicach terytorium, która z racji szczególnych okoliczności nie została jeszcze ukonstytuowana jako diecezja. Ze względu na szczególne warunki, piecza o ten lud zostaje powierzona Prefektowi terytorialnemu, który winien być ustanowiony prałatem i kieruje nim, na podobieństwo biskupa diecezjalnego, jako własny jej pasterz.

Prefektura terytorialna jest pierwszym krokiem w organizowaniu na danym terytorium struktury kościelnej. Kieruje nią w imieniu Zwierzchnika Prefekt terytorialny, który jest jej własnym Ordynariuszem. Prefekt otrzymuje z urzędu honorowy tytuł Prałata. Następnym wyższym typem kościelnej jednostki administracyjnej jest Diecezja. Prefektura jest tworzona na terenach misyjnych, jako etap stabilizacji struktur kościelnych, zanim można będzie tam utworzyć normalne diecezje.
Obecnie Kościół posiada 1 prefekturę terytorialną.

## Lista prefektur
Wielka Brytania
- Prefektura terytorialna Zjednoczonego Królestwa Wielkiej Brytanii i Irlandii Północnej